# Het Schoter
Het Schoter is een school voor vmbo, havo en vwo in de Nederlandse stad Haarlem. Alle opleidingen worden ook tweetalig aangeboden. Het Schoter maakt onderdeel uit van Dunamare Onderwijsgroep.

## Geschiedenis

### HBS en Lorentzlyceum (1919 - 1984)
Op 28 mei 1919 werd besloten tot de oprichting van een tweede HBS-B ter aanvulling op de HBS-B aan de Zijlvest, omdat deze uit zijn voegen dreigde te barsten. Deze school vond dat jaar nog zijn onderdak in een villa aan het Prinsen Bolwerk. Deze villa was het voormalige Instituut Prins waar voor de Eerste Wereldoorlog onderwijs werd onderwezen aan Duitse en Engelse kinderen, tegenwoordig zou zo'n instituut een Europese School heten.
Het tweede HBS-B groeide in leerlingenaantal, zelfs zoveel dat er een dependance in gebruik werd genomen aan het Frans Halsplein nr.9.
Echter vanaf 1927 werd er plannen gemaakt voor een geheel nieuw schoolgebouw aan het Santpoortplein. In 1929 nam de school haar intrek in het nieuwe gebouw. Vlak na de verhuizing werd onder bestuur van rector Dr A.J. Thie de HBS een Lyceum en het ging vanaf dat moment verder onder de naam Lorentzlyceum. vernoemd naar Hendrik Lorentz, Nederlands meest beroemde natuurkundige. Vanaf de jaren 50 tot de jaren 70 groeide het leerlingaantal explosief, mede doordat meer leerlingen uit de "lagere" milieus konden deelnemen aan het onderwijs. Daarom werd er in 1954 al gesproken over een nieuwe locatie. Wethouder D. Geluk sprak zelfs de wens uit: “dat het veertigste jubileum gevierd zal kunnen worden, met de ingebruikneming van een nieuw, aan alle moderne eisen voldoend gebouw aan de Orionweg”.
Van deze woorden kwam echter op korte termijn niks terecht, pas in 1970 ging de eerste paal de grond in van het nieuwe schoolgebouw. Echter niet aan de Orionweg maar aan de Planetenlaan, wat eerder als locatie was afgewezen, maar door aanleg van de Westelijk Randweg toch de voorkeur kreeg.

### Schoter Scholengemeenschap (1984 - heden)
In 1984 fuseerde het Lorentzlyceum met de Klaas de Vries MAVO. Ten gevolge van de fusie diende er opnieuw een naamswijziging op te treden. Er werd een commissie opgesteld. In deze commissie zaten ex-wethouder D. Geluk (die eerder de naam voor het Lorentzlyceum had bedacht), Theo Kooijman (conciërge) en Fries de Vries (docent Nederlands). Zij kwamen met de volgende namen: Lorentz Scholengemeenschap en het A.D. Donk College (naar de oprichter van de school in 1919). Na een lange discussie werd bekendgemaakt dat de nieuw-gefuseerde school verder ging onder de naam Schoter Lyceum, ondanks dat de school geen gymnasium meer had, en dus eigenlijk geen lyceum was. Daarom werd onder fel protest van onder andere het Stedelijk Gymnasium de naam gewijzigd in de Schoter Scholengemeenschap.
Doordat in het begin van de 21e eeuw het leerlingaantal groeide zijn er in het schooljaar 2014-2015 noodlokalen in gebruik genomen. Twee jaar later is er nog een extra aantal noodlokalen geplaatst achter de school op het terrein van de fietsenstalling naast de gymlokalen. Door het gebrek aan lokalen zijn er plannen om de school uit te breiden, tevens wordt daarbij een nieuwe sporthal gebouwd op de plaats van de huidige gymlokalen. Deze sporthal dient ter vervanging van de Beijneshal in het Centrum wegens toekomstige ontwikkelingen aldaar.
In 2019 vierde de school zijn 100-jarig bestaan. Frans van Rumpt (docent geschiedenis) heeft de geschiedenis van Het Schoter en het voorgezet openbaar onderwijs in Haarlem-Noord beschreven in het boek "Vier Namen één School" (ISBN/EAN 978-94-91936-23-4).

## Leerlingenaantal
Hieronder een historisch overzicht van het leerlingaantal.
| Jaar | Aantal leerlingen |
| ---- | ----------------- |
| 1950 | 260               |
| 1955 | 309               |
| 1960 | 538               |
| 1965 | 645               |
| 1969 | 744               |
| 2012 | 896               |
| 2013 | 889               |
| 2014 | 921               |
| 2015 | 1.022             |
| 2016 | 1.069             |
| 2017 | 1.192             |